# Михайлівка (Братська селищна громада)
Миха́йлівка — село в Україні, у Братській селищній громаді Вознесенського району Миколаївської області. До 2020 року орган місцевого самоврядування — Сергіївська сільська рада.

## Історія
1859 року у власницькому сільці Єлисаветградського повіту Херсонської губернії, мешкало 200 осіб (92 чоловічої статі та 108 — жіночої), налічувалось 32 дворових господарства.
Станом на 1886 рік у колишньому власницькому селі Катеринівської волості мешкало 455 осіб, налічувалось 83 дворових господарства, існував паровий млин.
За переписом 1897 року кількість мешканців зросла до 601 особи (312 чоловічої статі та 289 — жіночої), з яких всі — православної віри.

## Населення
Згідно з переписом УРСР 1989 року чисельність наявного населення села становила 92 особи, з яких 41 чоловік та 51 жінка.
За переписом населення України 2001 року в селі мешкало 96 осіб.

### Мова
Розподіл населення за рідною мовою за даними перепису 2001 року:
| Мова       | Чисельність | Відсоток |
| ---------- | ----------- | -------- |
| українська | 81          | 84,38%   |
| румунська  | 13          | 13,54%   |
| російська  | 2           | 2,08%    |
| Усього     | 96          | 100%     |